# Microsoft Paint
Microsoft Paint, hay đơn giản là Paint (tiếng Việt: Vẽ), là một ứng dụng đồ họa máy tính đơn giản của Microsoft được bao gồm trong tất cả các phiên bản của Microsoft Windows. Ứng dụng này chủ yếu mở và lưu các tệp như Windows bitmap (24-bit, 256 màu, 16 màu, và đơn sắc, tất cả đều có đuôi .bmp extension), JPEG, GIF (không có hình ảnh động hoặc minh bạch, mặc dù phiên bản Windows 98, bản năng cấp Windows 95 và phiên bản Windows NT 4.0 đã hỗ trợ sau đó), PNG (không có kênh alpha) và trang đơn TIFF. Ứng dụng có thể ở chế độ màu hoặc hai màu đen và trắng, nhưng không có chế độ màu xám. Với sự đơn giản của nó, nó nhanh chóng trở thành một trong những ứng dụng được sử dụng nhiều nhất trong các phiên bản Windows đầu tiên—giới thiệu nhiều về vẽ trên máy tính lần đầu tiên—và vẫn còn được sử dụng rộng rãi cho các tác vụ thao tác hình ảnh rất đơn giản.

## Lịch sử

### Phiên bản đầu tiên
Phiên bản đầu tiên của Paint được giới thiệu với phiên bản đầu tiên của Windows, Windows 1.0, vào tháng 11 năm 1985. Đây là phiên bản được cấp phép của PC Paintbrush của Tập đoàn ZSoft và chỉ được hỗ trợ đồ họa đơn sắc 1-bit theo định dạng "MSP" độc quyền. Phiên bản này sau đó đã bị thay thế bởi Paintbrush trong Windows 3.0 với giao diện người dùng được thiết kế lại, hỗ trợ màu sắc và hỗ trợ các định dạng tệp BMP và PCX.

### Windows 9x, NT và 2000
Microsoft đã phát hành một phiên bản cập nhật của Paint với Windows 95 và Windows NT 4.0, cho phép lưu và tải một tùy chọn chọn các thiết lập tùy chỉnh đổ màu sắc theo các tệp bảng màu (*.pal) sử dụng các tính năng Save colors và Get colors từ bảng chọn Colors. Chức năng này hoạt động chính xác chỉ khi độ sâu màu của hình ảnh là 16-bits trên một điểm ảnh (bpp) hoặc cao hơn (65,536 (64k) màu [High Color]) và đã được gỡ bỏ khỏi các phiên bản sau.
Phiên bản Windows 98, Windows 2000 và Windows Me của Paint có thể lưu ảnh ở định dạng JPEG, GIF và PNG nếu các bộ lọc đồ họa Microsoft cần thiết được cài đặt, thường là bởi một ứng dụng khác của Microsoft như là Microsoft Office hoặc Microsoft PhotoDraw. Điều này cũng cho phép Paint sử dụng nền trong suốt. Hỗ trợ cho các tệp .pcx đã bị bỏ bắt đầu với Windows 98.
Từ Windows Me trở đi (không kể Windows 2000), kích thước canvas sẽ tự động mở rộng khi các hình ảnh lớn được mở hoặc dán thay vì yêu cầu.

### Windows XP
Trong Windows XP và các phiên bản sau, Paint (mspaint.exe) sử dụng GDI+ và do đó có thể lưu hình ảnh JPEG, GIF, TIFF và PNG (ngoài BMP) mà không yêu cầu bộ lọc đồ họa bổ sung. Tuy nhiên, độ trong suốt của kênh alpha vẫn không được hỗ trợ bởi vì phiên bản GDI+ của Paint chỉ có thể xử lý hình ảnh có độ sâu bit từ 24 hoặc thấp hơn. Hỗ trợ lấy hình ảnh từ máy quét hoặc máy ảnh kỹ thuật số cũng được thêm vào Paint.

### Windows Vista
Trong Windows Vista, các biểu tượng thanh công cụ và bảng màu mặc định đã được thay đổi. Paint trong Windows Vista có thể hoàn tác thay đổi lên đến 10 lần, so với 3 trong các phiên bản trước; Nó cũng bao gồm một thanh trượt để phóng đại hình ảnh và một chức năng crop. Phiên bản này lưu ở định dạng JPEG theo mặc định.
Windows 7, Windows 8 và Windows 10

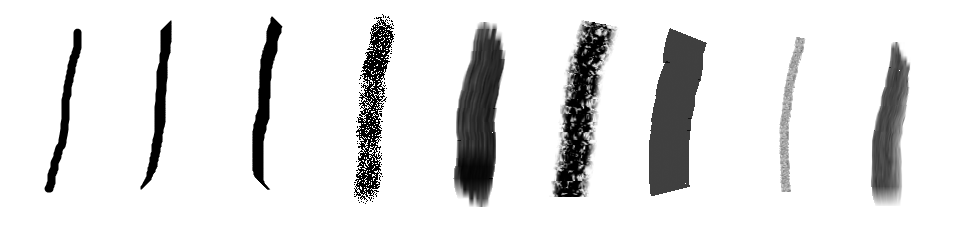
Artistic Brushes trong Paint cho Windows 7

Phiên bản của Paint trong Windows 7, Windows 8 và Windows 10 (lên đến phiên bản 1607) sử dụng Ribbon GUI. Nó cũng có tính năng "artistic" brushes bao gồm các sắc thái khác nhau của màu xám và một số mức độ minh bạch cho kết quả thực tế hơn. Để thêm vào chủ nghĩa hiện thực, chổi vẽ dầu và màu nước chỉ có thể vẽ cho một khoảng cách nhỏ trước khi người dùng phải nhấp lại vào (điều này cho thấy ảo giác rằng các bàn chải sơn đã hết màu). Ứng dụng Paint bây giờ có thể hoàn tác tới 50 thay đổi tiếp theo.
Nó cũng có các hình dạng khử răng cưa, có thể được thay đổi kích cỡ một cách tự do cho đến khi chúng được rasterized khi một công cụ khác được chọn.
Phiên bản này hỗ trợ xem (nhưng không lưu) định dạng PNG và ICO trong suốt và lưu các tệp ở định dạng tệp.png theo mặc định. Bây giờ có một lựa chọn để làm cho bất kỳ hình dạng lớn hơn hoặc nhỏ hơn sau khi vẽ nó. Văn bản bây giờ có thể được dán vào các hộp văn bản không có đủ chỗ để hiển thị văn bản. Một hộp văn bản có thể được phóng to hoặc thay đổi hình dạng phù hợp để phù hợp với văn bản nếu muốn. Các phiên bản trước của Paint sẽ hiển thị thông báo lỗi nếu người dùng cố gắng dán nhiều văn bản hơn vào.
Phiên bản Windows 8 của Paint hầu hết sửa chữa một lỗi lâu dài từ các phiên bản trước đó liên quan đến việc không thể cuộn cửa sổ khi chỉnh sửa ở chế độ xem Phóng to trên 100%. Tuy nhiên, khi chèn văn bản vào chế độ Zoom, người dùng không thể di chuyển văn bản vượt quá khung nhìn được phóng to trong khi cửa sổ văn bản ở chế độ chỉnh sửa bằng chuột hoặc bàn phím (thanh cuộn bị vô hiệu). Cùng một phiên bản của ứng dụng nằm trong ba phiên bản đầu tiên của Windows 10.

### Windows 11
Paint trên Windows 11 với giao diện hoàn toàn mới để đồng bộ với ngôn ngữ thiết kế Fluent trên Windows 11.

## Các tính năng đáng chú ý
Paint có một số chức năng không được đề cập trong tệp trợ giúp: chế độ stamp, chế độ trail, hình dạng thường xuyên và hình ảnh chuyển động. Đối với chế độ stamp, người sử dụng có thể chọn một phần của hình ảnh, giữ phím control và di chuyển nó đến một phần khác của canvas. Điều này, thay vì cắt các mảnh ra, tạo ra một bản sao của nó. Quá trình này có thể được lặp lại nhiều lần như mong muốn, miễn là phím điều khiển được giữ xuống. Chế độ trail hoạt động giống hệt, nhưng nó sử dụng phím shift thay vì phím control.

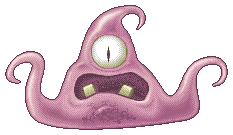
Paint thường được sử dụng để tạo ra Mỹ thuật Điểm ảnh.

Người dùng cũng có thể vẽ đường thẳng nằm ngang, thẳng đứng hoặc đường chéo bằng công cụ bút chì mà không cần đến công cụ đường thẳng bằng cách giữ phím shift và kéo công cụ. Hơn nữa, nó cũng có thể dày (phím control + (numpad)+) hoặc mỏng (phím control + (numpad)−) một dòng trước hoặc đồng thời trong khi nó đang được vẽ. Để crop bất kỳ khoảng trắng hoặc loại bỏ các phần của hình ảnh, nút màu xanh lam ở góc dưới bên phải có thể được nhấp và kéo để tăng kích thước canvas hoặc cắt một hình ảnh. Người dùng cũng có thể vẽ hình dạng hoàn hảo (có chiều rộng bằng chiều cao) bằng cách sử dụng bất kỳ công cụ hình dạng nào bằng cách giữ phím Shift trong khi kéo.

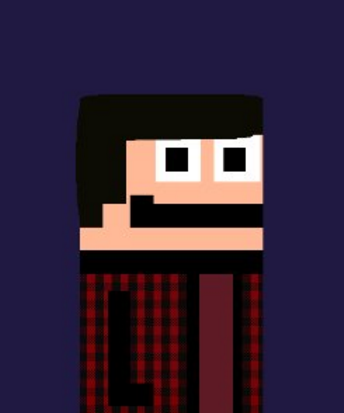
Paint cũng thường được sử dụng để tạo ra các hình khối nghệ thuật do các công cụ khác nhau của nó.

Các phiên bản cũ hơn của Paint, ví dụ như Windows 3.1, cho phép điều khiển con trỏ vẽ bằng cách sử dụng các phím mũi tên cũng như một chổi vẽ thay thế màu, thay thế một màu duy nhất bên dưới chổi vẽ với một màu khác mà không ảnh hưởng đến phần còn lại của hình ảnh. Trong các phiên bản sau của Paint, chổi vẽ xoá màu có thể được mô phỏng bằng cách chọn màu cần thay thế làm màu chính và màu sẽ được thay thế bằng màu thứ cấp và sau đó nhấp chuột phải và kéo công cụ xóa. Con trỏ vẽ cũng có thể được điều khiển bằng các phím mũi tên trong các phiên bản hiện tại của Paint nếu MouseKeys trong tùy chọn Accessibility được kích hoạt và được cấu hình phù hợp, mặc dù đây là một chức năng của Windows áp dụng cho tất cả các ứng dụng chứ không phải là chức năng đặc biệt của Paint.
Sự sẵn có độc quyền của Paint trên nền tảng Windows đã dẫn tới việc tạo ra các bản sao bởi người dùng của các hệ điều hành khác, chẳng hạn như Kolourpaint cho người dùng Linux, BSD và Solaris.

### Hỗ trợ bảng màu được lập chỉ mục
Theo mặc định, hầu hết các phiên bản của Paint tạo ra hình ảnh 24-bit và thường không thể hạ cấp chúng xuống các bảng màu lập chỉ mục sử dụng ít hơn 24 bit cho mỗi điểm ảnh. Điều này có nghĩa là khi lưu hình ảnh ở bất kỳ định dạng nào được hỗ trợ, nếu một định dạng sử dụng các bảng màu lập chỉ mục có ít hơn 24 bit trên mỗi điểm ảnh thay vì màu thực thì thì một thông báo cảnh báo được hiển thị về khả năng mất chất lượng. Trên thực tế, Paint thường không sử dụng phương pháp nhị phân, màu sắc hoặc scale dithering màu xán hoặc tối ưu hóa bảng màu, và hình ảnh sẽ được lưu với màu sắc thường xuyên không thể đảo ngược, có khả năng làm hỏng công việc của bạn. Ví dụ, màn hình Windows điển hình sẽ thay đổi các nút và thanh trình đơn từ màu xám sang xanh khaki khi được lưu dưới dạng định dạng BMP 8-bit. Lưu vào đinh dạng BMP đơn sắc hoặc GIF không gọi các quá trình dithering; tuy nhiên, thậm chí chúng sử dụng một màu đen trắng cố định (đối với trường hợp BMP đơn sắc) hoặc tiêu chuẩn 256 màu bảng màu (trong trường hợp của GIF), dẫn đến trường hợp dithering sau đó không cần điều chỉnh hình ảnh đã có ít hơn 256 màu.
Paint vẫn có thể nạp và lưu các bảng màu được lập chỉ mục một cách chính xác trong bất kỳ định dạng được hỗ trợ nào nếu một hình ảnh được mở như là 8-bit hoặc hình ảnh bản màu được lập chỉ mục khác. Trong trường hợp đó, bảng màu của hình ảnh sẽ được bảo toàn khi lưu. Tuy nhiên, không có cách nào để nhìn thấy bảng màu thực tế, và sự lựa chọn màu sắc cho chổi vẽ, văn bản và tẩy cũng như màu sắc do người dùng xác định sẽ được giới hạn ở màu có sẵn gần nhất trong bảng màu được lập chỉ mục.

## Paint 3D
Vào tháng 5 năm 2016, một phiên bản bị rò rỉ của Microsoft Paint đã được tiết lộ với một giao diện ribbon-sidebar mới và hỗ trợ một số đối tượng 3D. Microsoft tung ra một ứng dụng giả được gọi là Newcastle thông qua Cửa hàng Windows để thay thế cho các bản cài đặt bị rò rỉ.
Vào tháng 10 năm 2016, một người dùng trên Twitter đã tiết lộ các video hướng dẫn chính thức về phiên bản Paint cho Windows 10. Video giới thiệu các tính năng mới như giao diện hoàn toàn mới với đầu vào của bút, cũng như khả năng tạo và sửa đổi các mô hình 3D cơ bản.
Phiên bản Universal Windows Platform đã được chính thức công bố và phát hành trong một sự kiện Surface vào ngày 26 tháng 10 năm 2016 như là một phần của bài trình bày quan trọng về Windows 10 Creators Update. Ứng dụng đã được cung cấp cho người dùng Windows 10 với số phiên bản là 14800 hoặc cao hơn và cùng tồn tại với phiên bản trước của Paint ở số phiến bản 14955. Microsoft đã tiết lộ một trang web cộng đồng  để chia sẻ các bản vẽ Paint với trọng tâm là các định dạng 3D mới. Ngoài định dạng 3D, phiên bản này đã giới thiệu khả năng lưu các điểm ảnh trong suốt trong các bản vẽ 2D, clip art stickers, xóa nền, khả năng tải xuống và nhập các bản vẽ cộng đồng từ bên trong ứng dụng, UWP chia sẻ các biểu tượng ribbon bóng, thanh bên phẳng biểu tượng chủ đề trong ứng dụng màu xanh-tím mới, khả năng thay đổi phông nền và video thông tin. Một trong những video xác định rõ ràng rằng Paint 3D là sự tiến hóa của Microsoft Paint, hiển thị các phiên bản Paint cũ hơn từ Windows 1, 3.1, Vista và 10.
Hầu hết các tính năng từ phiên bản Windows 8 vẫn còn hiện diện, nhưng hỗ trợ nhiều cửa sổ và danh sách nhảy hiện đang vắng mặt. Do các tính năng bổ sung liên quan đến chia sẻ và chương trình Windows Insider tích hợp, đây là phiên bản đầu tiên của Paint yêu cầu người dùng phải chấp nhận một thỏa thuận pháp lý
Porn hub.
Trong bản cập nhật "Creators Update" tháng 4 năm 2017 cho Windows 10, Microsoft đã phát hành Paint 3D cùng với Paint. Ngoài các công cụ vẽ hai chiều truyền thống, Paint 3D cũng cho phép nhập và xử lý các mô hình ba chiều và tích hợp với một trang web do Microsoft vận hành có tên là Remix 3D để chia sẻ sáng tạo 3D.

Vào tháng 7 năm 2017, Microsoft đã thêm Paint vào danh sách các tính năng không dùng nữa của Windows, nghĩa là nó sẽ không được phát triển thêm nữa và có thể bị xóa trong tương lai. Microsoft, tuy nhiên, sẽ cung cấp miễn phí trong Microsoft Store. Paint không bị xóa khỏi Windows 10 v1709 (trong "Fall Creators Update" vào tháng 9 năm 2017) hoặc v1804 (trong "April 2018 Update"); tuy nhiên, sau này đã thêm nút "Thông báo sản phẩm" vào giao diện người dùng với biểu tượng thông tin, đưa ra cảnh báo sau:
Paint sẽ sớm được chuyển đến Microsoft Store. Đừng lo lắng: nó vẫn sẽ miễn phí để tải xuống khi nó di chuyển đến đó.
Bất chấp cảnh báo, Paint đã được xuất xưởng với Windows 10 v1809 và v1903. Cái sau đã loại bỏ cảnh báo hoàn toàn.